# 보문중학교
보문중학교(普門中學校)는 대한민국 대전광역시 동구 삼성동에 위치한 사립 중학교이다.

## 학교 연혁
- 1946년 8월 19일 : 보문초급중학교 인가
- 1946년 9월 25일 : 보문초급증학교 개교
- 1952년 5월 30일 : 초대 황정호 이사장 취임
- 1990년 6월 23일 : 제17대 전세진 이사장 취임
- 2024년 2월 2일 : 제77회 졸업식(총 20,440명 졸업)
- 2024년 3월 4일 : 제80회 입학식(72명)

## 참고 자료
- 보문중학교 - 한국교육학술정보원 학교알리미